# 波多野義通
波多野 義通（はたの よしみち）は、平安時代末期の武将。相模波多野氏5代。

## 略歴
相模波多野氏は波多野氏の一族で摂関家領相模国波多野荘を所領とする。
嘉承2年（1107年）、筑後権守・波多野遠義の子として誕生した。東国に下向していた、まだ10代の年若い源義朝に近しく仕え、義通の妹は義朝の側室となって次男・朝長を儲けている。保元元年（1156年）の保元の乱で義朝に従った。
保元3年（1158年）4月、義朝と不和となり京を去って所領の波多野郷に居住した。この頃、義朝の三男で正室所生の頼朝が、兄である朝長の官位を越え、義朝の嫡男となっており、この嫡男の地位を廻る問題が不和の原因と考えられている。
平治元年（1159年）12月の平治の乱でも義朝方として従軍している。平治の乱で義朝は敗北し、東国へ落ち延びる道中で同行していた朝長は戦の傷が元で死亡している。なお、朝長の邸は波多野氏の所領松田郷内にあり、萱ぶきで従者らが詰める「侍」は柱間25程の大きさで、壮大な広さの館を構えていた。
嘉応元年（1167年）、死去。
義通の子・義常は平治の乱から20年後の治承4年（1180年）に挙兵した頼朝と敵対して自害した。もう一人の子（もしくは弟）・義景は、頼朝と敵対せず鎌倉幕府の御家人となっている。
義朝の側室であった義通の妹は、中原氏と再婚して中原久経を儲け、久経はのちに文官として頼朝に仕えている。